# ガルヴァーニ (小惑星)
ガルヴァーニ (10184 Galvani) は、小惑星帯に位置する小惑星。ベルギーの天文学者エリック・ヴァルター・エルストがヨーロッパ南天天文台で発見した。
名前は、イタリアのボローニャに住んだ医学者、物理学者であるルイージ・ガルヴァーニ（Luigi Galvani、1737年 - 1798年）に因んで命名された。